# Parietallappen

Unterteilung des Großhirns in Hirnlappen (Lobi), Seitenansicht.

Der Parietallappen oder Scheitellappen (lat. Lobus parietalis) ist ein Abschnitt des Großhirns.

## Anatomie
Die vordere Begrenzung des Parietallappens wird durch die Zentralfurche (Sulcus centralis) gebildet. Seine hintere Grenze zum Occipitallappen erstreckt sich in einer gedachten Linie vom Sulcus parietooccipitalis in Richtung Incisura praeoccipitalis. Seine untere (ventrale) Grenze zum Temporallappen (Schläfenlappen) befindet sich auf Höhe des Sulcus lateralis (Sylvische Fissur).
Der Parietallappen beherbergt noch zwei weitere wichtige anatomische Strukturen: den Sulcus postcentralis, welcher parallel zur Zentralfurche verläuft und den vorderen Parietallappen begrenzt. An den Sulcus postcentralis häufig angeschlossen findet sich der Sulcus intraparietalis, welcher selbst die hintere Parietalrinde (Cortex parietalis posterior) in ein oberes (Lobulus parietalis superior) und unteres (Lobulus parietalis inferior) Parietalläppchen unterteilt.

## Funktionen
Allgemein spielt der Parietallappen eine wichtige Rolle bei der Integration sensorischer Informationen. Er enthält die Brodmann-Areale 1, 2, 3, 5, 7, 39, 40 und 43.
Der vordere Bereich ist beteiligt an somatosensorischen Funktionen. Der obere Bereich wirkt bei der visuellen Steuerung von Bewegungen und Erkennung von Reizen im betrachterbezogenen Raum mit und ermöglicht damit die räumliche Aufmerksamkeit, den Wechsel von einem Reiz auf den anderen. Der untere Bereich ist für das räumliche Denken und „quasi-räumliche“ Prozesse wie Rechnen und Lesen zuständig.
Als ein weiteres separates Funktionszentrum lässt sich der Sulcus intraparietalis ansehen, welcher sowohl bei Rhesus-Affen als auch beim Menschen aus mehreren funktionellen Arealen besteht, welche als Schnittstelle zwischen den Sinnessystemen (vor allem des visuellen Systems) und dem motorischen System für die Berechnung, Ausführung und Kontrolle von Hand und Augenbewegungen fungieren. Die genaue Anzahl dieser Areale und ihre Funktion sind derzeit Gegenstand der aktuellen Hirnforschung (Brain mapping).

## Klinische Bedeutung
Der Parietallappen ist für folgende neuropsychologische Störungen relevant:
- Gerstmann-Syndrom
- Bálint-Syndrom